# Куценко Віктор Петрович
Віктор Петрович Куценко (1915, місто Гуляйполе, тепер Гуляйпільського району Запорізької області — ?) — український радянський і партійний діяч, секретар Дрогобицького обкому КПУ. Депутат Дрогобицької обласної ради.

## Життєпис
Народився в бідній селянській родині. Закінчив сільську школу і Семено-Миронівський сільськогосподарський технікум на Дніпропетровщині.
До 1936 року навчався в Одеському сільськогосподарському інституті, закінчив три курси. У 1936—1937 роках — агроном машинно-тракторної станції.
У 1937—1940 роках — в Червоній армії.
Член ВКП(б) з 1940 року.
У 1940—1941 роках — голова колгоспу «Спартак» Гуляйпільського району Запорізької області.
Під час німецько-радянської війни був евакуйований в східні райони СРСР. У 1941—1943 роках працював агрономом машинно-тракторної станції, головою колгоспу в Сталінградській області РРФСР.
У 1944—1946 роках — інструктор Запорізького обласного комітету КП(б)У, інструктор Волинського обласного комітету КП(б)У. У 1946—1949 роках — заступник завідувача сільськогосподарського відділу Волинського обласного комітету КП(б)У.
У 1949—1951 роках — заступник голови виконавчого комітету Волинської обласної ради депутатів трудящих.
У 1951—1954 роках — слухач Вищої партійної школи при ЦК КПРС у Москві.
У жовтні 1954 — травні 1959 року — секретар Дрогобицького обласного комітету КПУ з сільського господарства.
З 1959 до січня 1963 року — 1-й заступник голови виконавчого комітету Хмельницької обласної ради депутатів трудящих.
У січні 1963 — грудні 1964 року — 1-й заступник голови виконавчого комітету Хмельницької обласної сільської ради депутатів трудящих — начальник управління виробництва та заготівель сільськогосподарських продуктів.
З грудня 1964 по березень 1969 року — 1-й заступник голови виконавчого комітету Хмельницької обласної ради депутатів трудящих.
З червня 1969 року — завідувач Хмельницького обласного відділу із використання трудових ресурсів.
Потім — на пенсії.

## Нагороди
- орден Леніна (26.02.1958)
- ордени
- медалі